# Renata Przemyk
Renata Janina Przemyk (sinh ngày 10 tháng 2 năm 1966 tại Bielsko-Biała) là một ca-nhạc sĩ người Ba Lan.

## Sự nghiệp
Từ khi bắt đầu sự nghiệp đến nay, Renata Przemyk giành được nhiều giải thưởng trong các liên hoan âm nhạc, bao gồm giải nhất tại liên hoan ở Kraków, "Karolinka" ở Opole và "Bursztynowy Slowik" ở Sopot. Ngoài ra, cô được chọn là một trong những nghệ sĩ quan trọng nhất của thế kỷ 20 trong các cuộc thi bình chọn của hai tuần báo quan trọng nhất của Ba Lan là Polityka và Wprost.

## Đĩa hát

### Album phòng thu
| Ya hozna                                                                      | - Phát hành: 1989 - Hãng đĩa: Pronit - Định dạng: CD, CS, LP, DL                    | —  |                |             |
| Mało zdolna szansonistka                                                      | - Phát hành: 1992 - Hãng đĩa: MJM Music - Định dạng: CD, CS, LP                     | —  |                |             |
| Tylko kobieta                                                                 | - Phát hành: 1994 - Hãng đĩa: MJM Music - Định dạng: CD, CS                         | —  |                |             |
| Andergrant                                                                    | - Phát hành: 1 tháng 11 năm 1996 - Hãng đĩa: Sony BMG Poland - Định dạng: CD, CS    | —  |                |             |
| Hormon                                                                        | - Phát hành: 16 tháng 2 năm 1999 - Hãng đĩa: Sony BMG Poland - Định dạng: CD, CS    | —  |                |             |
| Blizna                                                                        | - Phát hành: 21 tháng 5 năm 2001 - Hãng đĩa: Sony Music Poland - Định dạng: CD, CS  | 23 |                |             |
| Unikat                                                                        | - Phát hành: 27 tháng 3 năm 2006 - Hãng đĩa: Sony BMG Poland - Định dạng: CD        | 12 |                |             |
| Odjazd                                                                        | - Phát hành: 16 tháng 11 năm 2009 - Hãng đĩa: QL Music - Định dạng: CD              | 19 | - POL: 15,000+ | - POL: Vàng |
| Rzeźba dnia                                                                   | - Phát hành: 30 tháng 9 năm 2014 - Hãng đĩa: Universal Music Poland - Định dạng: CD | 22 |                |             |
| "–": Bài hát không có bảng xếp hạng hoặc không được phát hành trong lãnh thổ. |                                                                                     |    |                |             |

### Album biên soạn
| The best of Renata Przemyk                                                    | - Phát hành: 14 tháng 4 năm 2003 - Hãng đĩa: Sony BMG Poland - Định dạng: CD, CS | 17 |
| Renata Przemyk Akustik Trio                                                   | - Phát hành: 21 tháng 9 năm 2012 - Hãng đĩa: Impress-Art - Định dạng: CD, DL     | 26 |
| "–": Bài hát không có bảng xếp hạng hoặc không được phát hành trong lãnh thổ. |                                                                                  |    |

### Album hợp tác
| Panienki z temperamentem cùng Kayah                                           | - Phát hành: 25 tháng 10 năm 2010 - Hãng đĩa: QM Music - Định dạng: CD, DL | 10 |
| Dobra Nowina (Good Message) cùng Megitza                                      | - Phát hành: 22 tháng 12 năm 2012 - Hãng đĩa: Megitza - Định dạng: CD, DL  | —  |
| "–": Bài hát không có bảng xếp hạng hoặc không được phát hành trong lãnh thổ. |                                                                            |    |

### Album trực tiếp
| Tựa đề                  | Chi tiết về album                                                              |
| ----------------------- | ------------------------------------------------------------------------------ |
| Renata Przemyk w Trójce | - Phát hành: 23 tháng 9 năm 2013 - Hãng đĩa: Polskie Radio - Định dạng: CD, DL |

### Soundtrack
| Tựa đề    | Chi tiết về album                                                              |
| --------- | ------------------------------------------------------------------------------ |
| Balladyna | - Phát hành: 24 tháng 6 năm 2002 - Hãng đĩa: Sony Music Poland - Định dạng: CD |